# えにわコミュニティバス

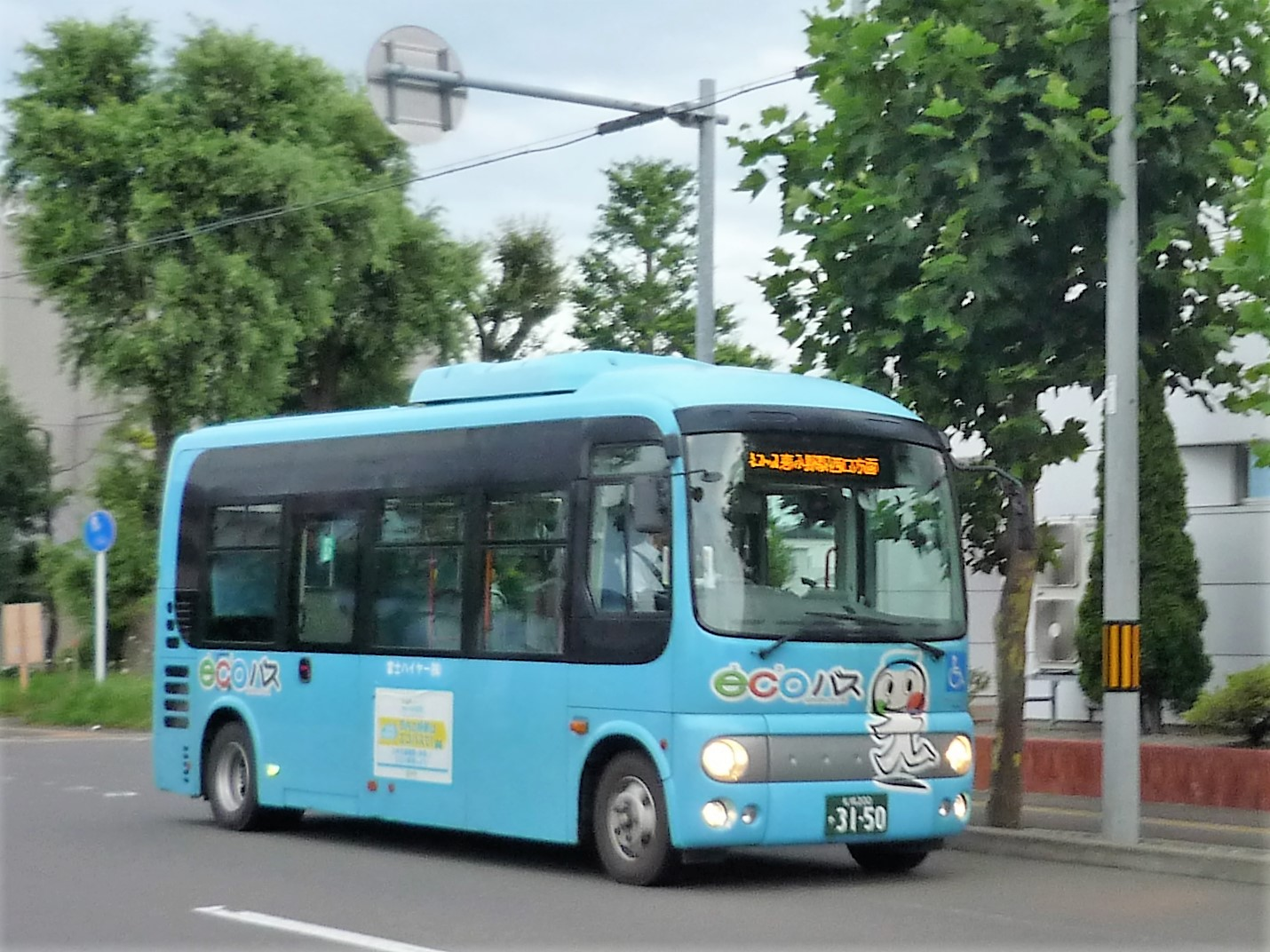
循環Aコースの車両
日野・ポンチョ（2018年）

えにわコミュニティバスは、北海道恵庭市が運行するコミュニティバス。愛称はecoバス（エコバス）。2002年11月1日運行開始。
2018年度からは、2コースが運行されている。

## 概要
恵庭市内における一般路線バスは、北海道中央バスの千歳線やジェイ・アール北海道バスの恵庭線などが存在したが、JR千歳線近辺や国道36号近辺に集中していた。そのため、一般路線でカバーできない地域を連絡する循環運行となっている。
恵庭市内のJR恵庭駅、JR恵み野駅、JR島松駅の3駅と、大型ショッピングセンターなどの商業施設、学校や図書館などの公共施設、医療機関などを循環路線で結んでいる。

### 運行委託事業者
- 循環Aコース : 富士交通株式会社[8][9][10]
  - 2018年4月1日よりジェイ・アール北海道バス（長沼営業所）から移管。
- 循環Bコース : 千歳相互観光バス（長都営業所）[8][11]
  - 2013年4月1日より北海道中央バス（大曲営業所）から移管[11]。

## 沿革

### 運行開始
2001年9月1日から2002年2月28日までの6か月間に試験運行が実施され、2002年11月1日より通年運行を開始した。
2002年11月1日からの3コースでの通年運行開始にあたり、愛称「ecoバス」と、公募によりマスコットキャラクター「エコ」を制定。3コースのシンボルカラーを線でつないで「え」の字を描き、「市民の足にしてほしい」との願いを、足を強調した元気な子供の姿で表現した。

### 2010年の路線再編
2010年12月1日、3コースとジェイ・アール北海道バスが運行していた恵庭線を統合し、乗り換え無しで市内全体を8の字に巡回する3コースを運行する実証運行を行った。3コースにはそれぞれ、シンボルカラーと花の名前（すずらん、さくら、なのはな）の愛称が付けられていた。2012年4月1日に実証運行の結果を判断し、3コースが本格運行へ移行した。

### バスロケーションシステム
2016年6月、スマートフォンなどでバスの位置情報が分かるバスロケーションシステムを導入。同年12月1日からは恵庭駅西口バス待合所でバスの位置情報が分かるデジタルサイネージの運用を開始、のちに恵み野駅、島松駅にも導入した。2017年1月25日からは、パソコンのウェブサイトでもバスの運行状況を確認できるようになった。

### 2コースへ再編
2018年4月1日、ダイヤ改正と路線再編を実施、8の字巡回路線を単純化し、右回りを循環Aコース、左回りを循環Bコースとした。
2019年4月1日、恵み野駅東口と西口を乗り継ぐための乗継券と、スマートフォンから購入できる専用定期券を導入するとともに「恵み野南1丁目」停留所を新設した。
2021年4月1日、道の駅花ロードえにわに「はなふる」停留所を新設した。

### 年表
- 2001年（平成13年）9月1日 - 試験運行を開始[12]。
- 2002年（平成14年）11月1日 - 通年運行を開始[2][3]。
- 2010年（平成22年）12月1日 - ダイヤ改正と路線再編された新コースでの実証運行開始[4]。
- 2012年（平成24年）4月1日 - 実証運行の結果を判断し3コースを本格運行[4]。
- 2013年（平成25年）4月1日 - 千歳相互観光バスがBコース一部を委託[11]。
- 2016年（平成28年）
  - 6月 - バスロケーションサービスを導入[4]。
  - 12月1日 - デジタルサイネージの運用開始[15]。
- 2017年（平成29年）1月25日 - 運行状況をパソコンのウェブサイトで確認可能とする[16]。
- 2018年（平成30年）4月1日 - ダイヤ改正と路線再編を実施[4]。
- 2019年（平成31年）4月1日 - 乗継券・スマートフォン定期券導入、停留所新設[17]。
- 2021年（令和3年）4月1日 - 停留所新設[6]。
- 2024年（令和6年）3月28日 - 新型車両として日野・ポンチョ2台（札幌200か5892、5893）を導入[18]。

## 運賃・乗車券類
1乗車あたり、大人200円・子供（小学生以下）100円の均一運賃である。障害者は半額（介護者も含む）、未就学児童は保護者1名につき2名まで無料となる。
支払い方法は現金または専用回数券で、各バス会社のバスカード（ジェイ・アールバスカードなど）、交通系ICカードは利用できない。
通学運賃が以下のとおり設定されている。
- 100円（JR島松駅 - 恵庭北高校前 間）[19]
- 150円（全バス停留所 - 恵庭市内の各高校および中学校の最寄りバス停留所 間）[19]

専用回数券は、1,000円（100円×12枚）、500円（50円×12枚）の2種類が発行されている。恵庭市バス（国鉄バス長恵線廃止代替）の回数券と相互利用が可能である。バス車内か富士交通株式会社営業所で回数券が販売されている。
乗継制度があり、乗継券発券停留所（JR恵み野駅東口 - JR恵み野駅西口）で運転手から乗継券を受け取り、乗継指定停留所（JR恵み野駅東口またはJR恵み野駅西口）から乗車し、下車後に乗継券を運賃箱に入れる。

## 路線

### 現行路線
運行系統は原則として、市内を右回りする循環Aコース（車両色：青色）は島松駅→恵み野駅東口→恵庭駅東口→恵庭駅西口→恵み野駅西口→島松駅で循環運行。市内を左回りする循環Bコース（車両色：橙色）は循環Aコースの逆回りで循環運行。

#### 循環Aコース
| 循環Aコースの主要バス停留所 | 循環Aコースの主要バス停留所 |
| --------------------------- | --- |
| 恵庭北高校 図書館 方面      | JR島松駅 - 恵庭北高校 - 恵み野旭小学校 - 恵み野中学校 - 図書館 - ▲JR恵み野駅東口→ |
| 文教大学 黄金郵便局 方面    | →JR恵み野駅東口 - 恵み野病院 - はなふる - 中島公園 - 中島会館 - 恵明中学校 - 文教大学 - 黄金ふれあいセンター - 黄金郵便局 - JR恵庭駅東口→                                                                 |
| 恵庭南高校 川沿大通 方面    | →JR恵庭駅東口 - 和光会館 - 消防署南出張所 - 森永乳業 - 恵庭公園・駒場町4丁目 - 恵庭南高校 - 日の出団地 - 川沿大通 - ビッグハウス - えにわ市民プラザ - 恵庭シティーホール - 緑町・えにあす - JR恵庭駅西口→ |
| 市役所 北恵庭駐屯地 方面    | →JR恵庭駅西口 - 市役所・市民会館 - 恵庭第一病院 - 有明団地 - 豊栄神社・かしわのもり - 恵庭中学校 - 北恵庭駐屯地 - 香華殿 - 柏陽会館 - ▲JR恵み野駅西口→                                                    |
| 島松寿町 島松公民館 方面    | →JR恵み野駅西口 - フレスポ恵み野 - 寿団地 - ラルズマート島松店 - 島松公民館 - JR島松駅 |

▲は乗り継ぎ券発券停留所。

#### 循環Bコース
| 循環Bコースの主要バス停留所 | 循環Bコースの主要バス停留所 |
| --------------------------- | --- |
| 島松公民館 島松寿町 方面    | JR島松駅 - 島松公民館 - ラルズマート島松店 - 寿団地 - フレスポ恵み野 - ▲JR恵み野駅西口→ |
| 北恵庭駐屯地 市役所 方面    | →JR恵み野駅西口 - 柏陽会館 - 香華殿 - 北恵庭駐屯地 - 恵庭中学校 - 豊栄神社・かしわのもり - 有明団地 - 恵庭第一病院 - 市役所・市民会館 - JR恵庭駅西口→                                                     |
| 川沿大通 恵庭南高校 方面    | →JR恵庭駅西口 - 緑町・えにあす - 恵庭シティーホール - えにわ市民プラザ - ビッグハウス - 川沿大通 - 日の出団地 - 恵庭南高校 - 恵庭公園・駒場町4丁目 - 森永乳業 - 消防署南出張所 - 和光会館 - JR恵庭駅東口→ |
| 黄金郵便局 文教大学 方面    | →JR恵庭駅東口 - 黄金郵便局 - 黄金ふれあいセンター - 文教大学 - 恵明中学校 - 中島会館 - 中島公園 - はなふる - 恵み野病院 - ▲JR恵み野駅東口→                                                                |
| 図書館 恵庭北高校 方面      | →JR恵み野駅東口 - 図書館 - 恵み野中学校 - 恵み野旭小学校 - 恵庭北高校 - JR島松駅 |

▲は乗り継ぎ券発券停留所。

### 過去の路線

#### 2010年12月1日 - 2018年3月31日
北高校前・図書館方面
- JR島松駅 - 島松公民館 - ラルズマート島松店前 - 恵庭北高校前 - 恵み野旭小学校 - 恵み野中学校 - 図書館 - JR恵み野駅東口

シンボルカラーは■ピンク。
北恵庭駐屯地・市役所方面
- JR恵み野駅東口 - 恵み野病院前 - ファッションセンターしまむら前 - 柏木中通郵便局前 - 香華殿前 - 北恵庭駐屯地 - 恵庭中学校 - 豊栄神社前 - 大安寺前 - えにわ市民プラザ - 市役所 - JR恵庭駅西口

シンボルカラーは■オレンジ。
川沿大通・南高校前方面
- JR恵庭駅西口 - 恵庭シティホール前 - えにわ市民プラザ - ビッグハウス前 - 川沿大通 - 日の出団地 - 恵庭南高校前 - 恵庭公園 - 森永乳業前 - 消防署南出張所 - 和光会館 - 旭団地 - JR恵庭駅東口

シンボルカラーは■緑。
文教大学前・図書館方面
- JR恵庭駅東口 - 黄金郵便局前 - 黄金デイサービスセンター前 - 文教大学前 - 総合体育館前 - 恵明中学校 - 恵庭第一病院前 - 市民会館前 - 恵庭幼稚園 - 有明団地 - ユーアイプラザ前 - 中島会館 - 中島公園 - 道と川の駅 - 保健センター - 恵み野中学校 - 図書館 - JR恵み野駅東口

シンボルカラーは■青。
補給処・島松寿町方面
- JR恵み野駅東口 - 恵み野病院前 - ファッションセンターしまむら前 - 柏陽会館 - フレスポ恵み野 - JR恵み野駅西口 - 柏陽中学校 - 補給処 - 寿団地 - JR島松駅

シンボルカラーは■紫。

#### 2002年11月1日 - 2010年11月30日
恵庭西線
- 恵み野駅 - 図書館 - 保健センター - 中島公園 - 黄金北3丁目 - 市役所 - 恵庭駅西口 - 泉町 - 川沿大通 - 恵庭南高校 - 恵庭公園 - 森永乳業前 - 和光会館 - 恵庭駅西口

愛称は「すずらんコース」、シンボルカラーは■緑。恵み野駅の東側を巡回したのち、恵庭駅の西側を循環運転し恵庭駅へ至る6の字型の系統。平日8.5往復、土曜・休日6往復が運行されていた。北海道中央バス（大曲営業所）の担当。
恵庭東線
- 恵み野駅 - 図書館 - 恵み野旭小学校 - 恵み野小学校 - 柏陽町3丁目 - 北恵庭駐屯地 - 市民情報サロン - 市役所 - 恵庭駅西口 - 福住郵便局 - 恵明中学校 - 文教大学前 - 黄金中通 - 恵庭駅東口

愛称は「さくらコース」、シンボルカラーは■オレンジ。恵み野駅の東側を恵庭西線とやや異なる経路で巡回したのち、西側に抜けて北恵庭駐屯地方面へ至り、その後恵庭駅西口から恵庭駅の東側を巡回して恵庭駅東口へ至る6の字型に近い系統。平日8.5往復、土曜・休日6往復が運行されていた。ジェイ・アール北海道バス（長沼営業所）の担当。
恵庭島松線
- 島松駅 - 島松公民館 - 島松仲町 - 西島松通 - 北柏木町1丁目 - 柏陽会館 - 恵み野小学校 - 図書館 - 恵み野駅 - 中島町4丁目 - 有明団地 - 市民情報サロン - 市役所 - 恵庭駅西口

愛称は「なのはなコース」、シンボルカラーは■青。島松駅から恵庭駅までを蛇行する形で南北に結ぶ路線。既存バス路線の便の悪い西島松地区・北柏木地区も経由していた。平日8往復、土曜・休日6往復。ジェイ・アール北海道バス（長沼営業所）の担当。

## 車両
専用車両として小型ノンステップバスを使用し、車体色を各コースのシンボルカラーに合わせている。
車体には、えにわコミュニティバスのマスコットキャラクター「エコ」が描かれている。
- 現行車両 - 日野・ポンチョ（2ドアロングボディ）[18]
  - 2コース化に伴い、オレンジ色と水色の2色になった[18]。
- 過去の車両- 日野・レインボーHR（7m車）定員35人程度
  - 花の愛称（すずらん・さくら・なのはな）が付いた3コース時代の車両。オレンジ色・緑色・水色の3色。タカラからチョロQが発売された。

過去の車両
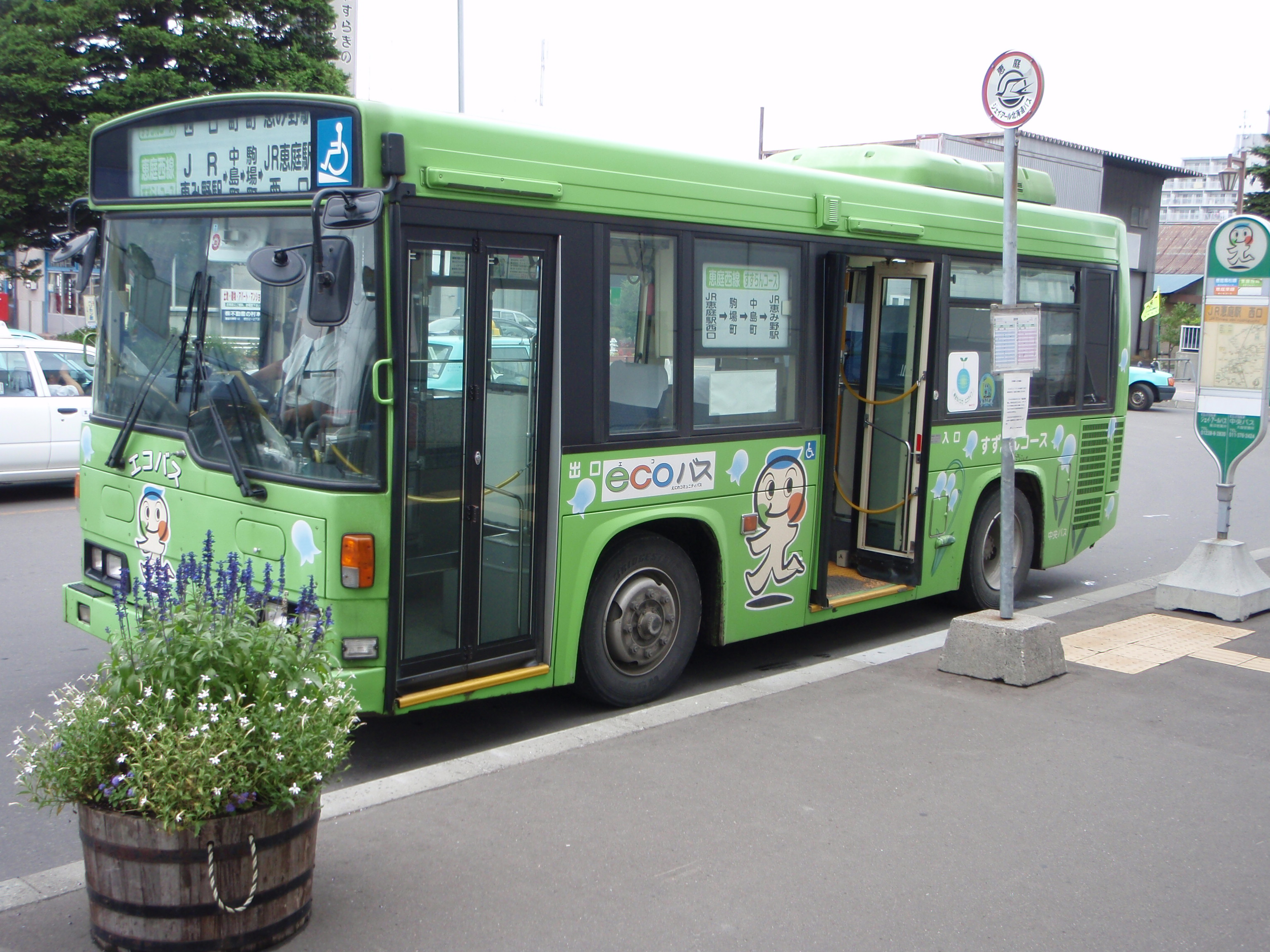
恵庭西線「すずらんコース」 （2009年）
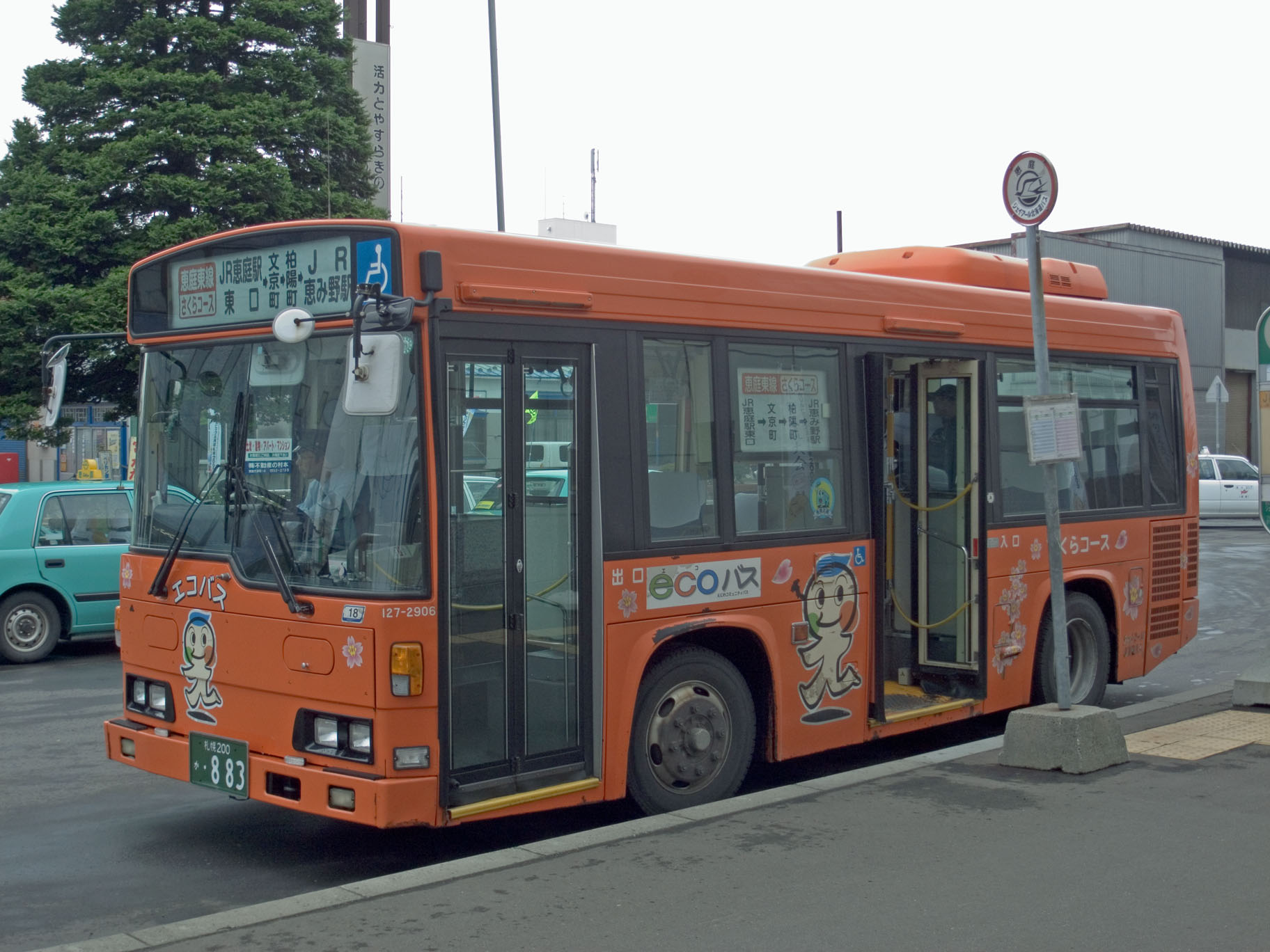
恵庭東線「さくらコース」 （2009年）
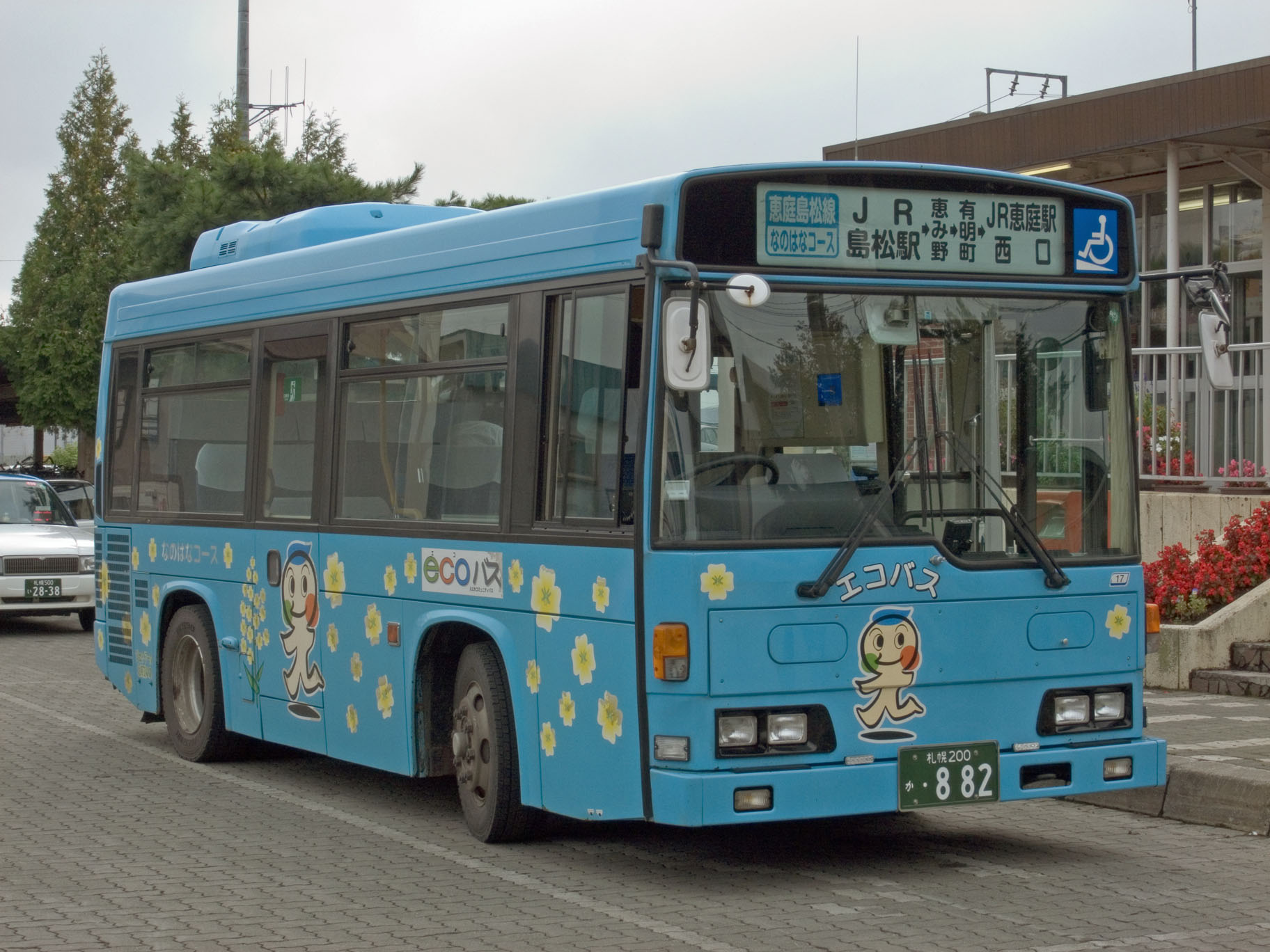
恵庭島松線「なのはなコース」 （2009年）